# Pine Ridge (Nebraska)
Pine Ridge é uma Região censo-designada localizada no estado americano de Nebraska, no Condado de Sheridan.

## Demografia
Segundo o censo americano de 2000, a sua população era de 14 habitantes.

## Geografia
De acordo com o United States Census Bureau, a localidade tem uma área de 2,5 km², dos quais 2,3 km² cobertos por terra e 0,2 km² cobertos por água.

## Localidades na vizinhança
O diagrama seguinte representa as localidades num raio de 32 km ao redor de Pine Ridge.